# Mármol Purbeck
Mármol [de] Purbeck es el nombre comercial de una piedra caliza fosilífera que se encuentra en la isla de Purbeck, una península al sureste de Dorset, Inglaterra.  En realidad, el mármol de Purbeck no es mármol propiamente dicho, sino una caliza fosilífera pulida para simular el mármol. Esta caliza es uno de los tipos de roca que hay en Purbeck, que ha sido extraído, al menos, desde los tiempos romanos como roca ornamental para edificios, aunque esta industria ya no está activa.

## Geología

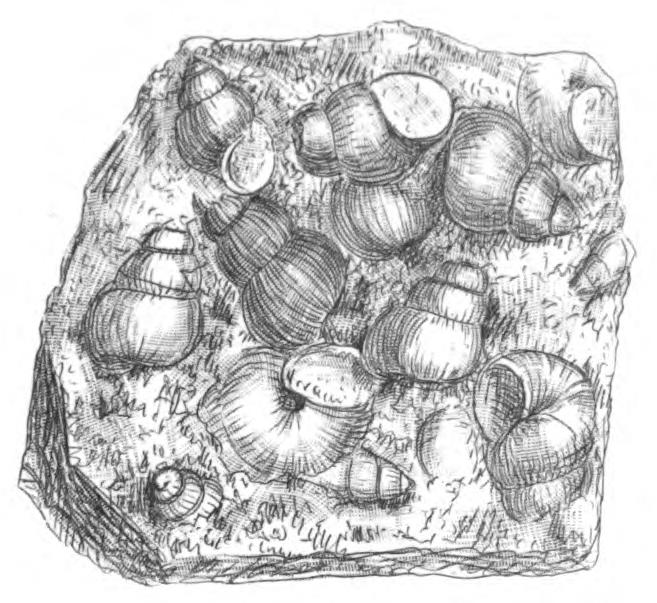
Caliza de Purbeck con fósiles de Viviparus carinifer. Dibujo de Sowerby de 1826.

Estratigráficamente estas capas de piedra caliza se encuentran en la parte superior de la Formación Durlston del Grupo Purbeck. Fueron depositadas durante la edad Berriasiense (Cretácico Inferior). La caliza de Purbeck no es una roca metamórfica, como un verdadero mármol, pero se llama así porque es muy compacta y susceptible a un pulimento fino. Su aspecto característico procede de los fósiles de conchas densamente empaquetadas de Viviparus, unos gasterópodos de agua dulce. El mármol de Sussex es de tipo similar. La caliza se clasifica como biomicrudita, ya que se compone de grandes clastos o depósitos (fósiles de gasterópodos) en una matriz caliza de grano fino (micrita).
Las capas de caliza se encuentran entre capas de arcilla marina más blandas y mudstones (calizas micríticas), formadas por acumulación de sedimentos durante repetidas transgresiones marinas. Algunas de las capas contienen minerales de óxidos e hidróxidos de hierro como hematites o limonita, dando tonos de color rojo o marrón, mientras que otras contienen glauconita que da un color verde (o en ocasiones azul).

## Distribución
La caliza de Purbeck se encuentra aflorando o por debajo de la cubierta superficial por toda la Isla de Purbeck, desde Worbarrow Tout en el oeste, hasta Peveril Point en el este. Los estratos de caliza nunca tienen más de 1,2 m de espesor y a menudo son mucho más finos. Los afloramientos se encuentran dentro del monoclinal de Purbeck, con las capas buzando ligeramente inclinadas hacia el norte.

## Uso

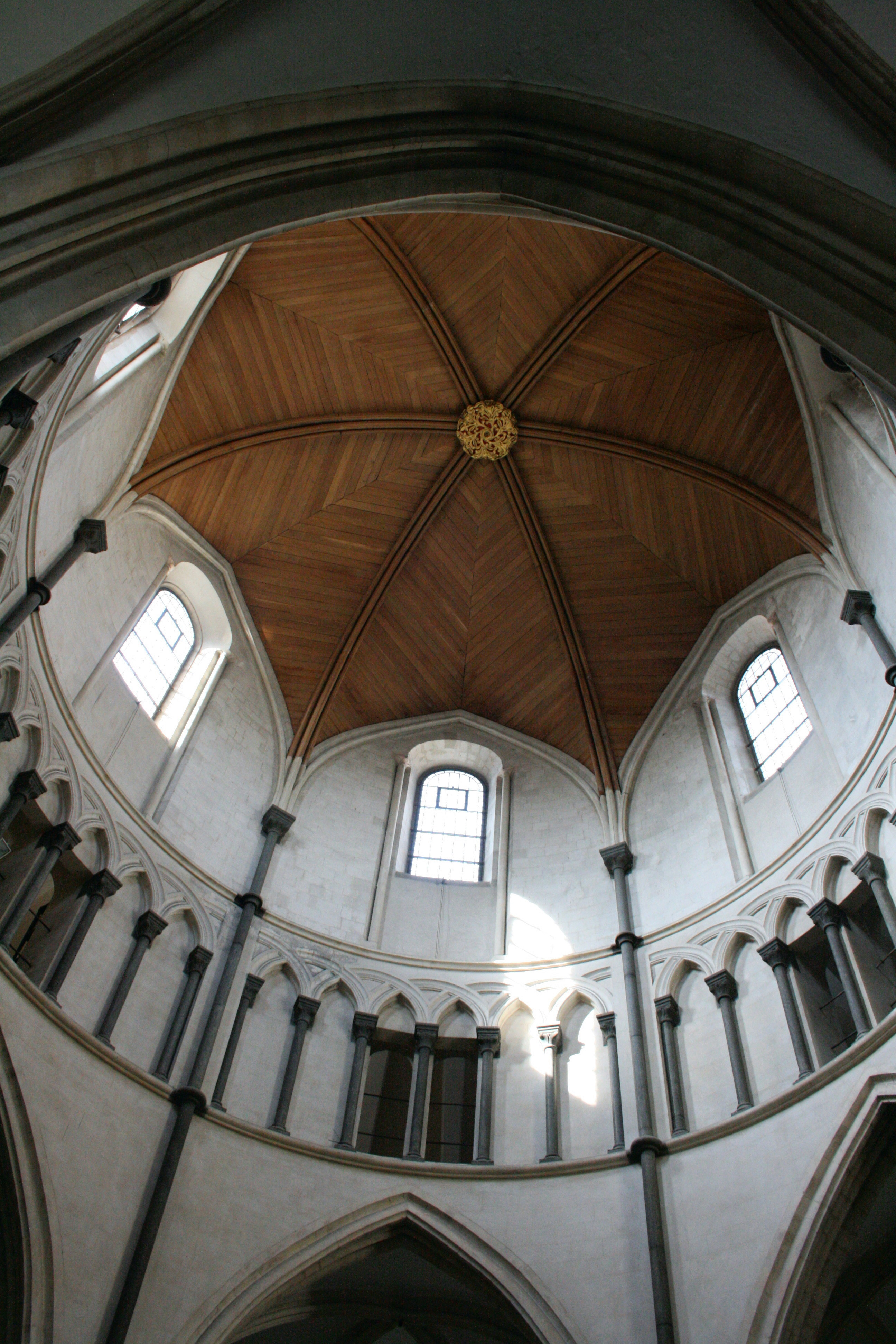
Arcos semicirculares entrelazados, apoyados por postes de Mármol de Purbeck en la Iglesia del Templo en Londres

Existe un solo ejemplo de caliza de Purbeck utilizado durante la Edad de Bronce, en una cista en Langton Matravers. Durante el período Romano-Británico, la caliza de Purbeck se utilizó para inscripciones, molduras arquitectónicas y revestimientos, morteros, y otros artículos.
La caliza de Purbeck también se extraía en tiempos medievales y se puede ver en casi todas las catedrales del sur de Inglaterra, en columnas y paneles de losas y suelos. Por ejemplo, se utilizó en las catedrales de Exeter, Ely, Norwich, Chichester, Salisbury, Lincoln, Llandaff, Southwark y de Canterbury, como también en la Abadía de Westminster. El mármol Purbeck fue desde el principio una de las características más distintivas de la catedral de Lincoln. Se menciona en The Metrical Life of Saint Hugh of Lincoln como lapidum preciosa nigrorum materies, y se percibía como un evocador de las cualidades más espirituales de la luz y el material.
Ha sido menos utilizado en tiempos modernos, pero un ejemplo notable es la iglesia en Kingston, Purbeck en Dorset construida entre 1874 y 1880.
Aunque otros estratos sedimentarios de caliza de Purbeck están siendo extraídos en la actualidad (2008), no hay canteras activas de la variedad «mármol Purbeck». Sin embargo, este «mármol Purbeck» se requiere de vez en cuando para trabajos de restauración, habiendo sido extraído por estas razones en 1993.
La caliza de Purbeck ha sido utilizado para una serie de esculturas contemporáneas, como la Emily Young.
| Catedral de Exeter                   |
| Nave de la Catedral de Exeter, Devon |

| alt1=                                              |
| Nave central de la Catedral de Ely, Cambridgeshire |

| Catedral de Chichester              |
| Catedral de Chichester, West Sussex |

| Catedral de Salisbury            |
| Catedral de Salisbury, Wiltshire |

| Catedral de Llandaff          |
| Catedral de Llandaff, Cardiff |

| Catedral de Southwark                     |
| Nave de la Catedral de Southwark, Londres |

| Catedral de Canterbury       |
| Catedral de Canterbury, Kent |

| Abadía de Westminster          |
| Abadía de Westminster, Londres |